# Уральский государственный академический филармонический оркестр
Уральский академический филармонический оркестр (УАФО) — симфонический оркестр, базируется в Свердловской государственной академической филармонии (Екатеринбург).

## История
Оркестр создан в 1936 году. Организатором и первым руководителем стал выпускник Московской консерватории Марк Паверман. Оркестр создавался на базе ансамбля музыкантов радиокомитета (22 человека), состав которого при подготовке к первому открытому симфоническому концерту был пополнен музыкантами оркестра Свердловского театра оперы и балета. 29 сентября 1936 года состоялся первый концерт Свердловского государственного симфонического оркестра под управлением гастролера из США Владимира Саввича и начался первый сезон Свердловской филармонии. Были исполнены Шестая симфония П.И.Чайковского и симфоническая сюита О.Респиги «Пинии Рима» (первое исполнение в СССР); во втором отделении пела солистка Большого театра, народная артистка РСФСР Ксения Держинская.
Среди важных вех довоенной истории оркестра — авторские концерты Рейнгольда Глиэра (1938, с первым в СССР исполнением героико-эпической симфонии № 3 «Илья Муромец» под управлением автора), Дмитрия Шостаковича (30 сентября 1939, исполнялись Первая симфония и Концерт для фортепиано с оркестром № 1, солировал автор), уральских композиторов Маркиана Фролова и Виктора Трамбицкого. Яркими событиями довоенных филармонических сезонов были концерты с участием народной артистки СССР Антонины Неждановой и дирижёра Николая Голованова, исполнение Девятой симфонии Людвига ван Бетховена под управлением Оскара Фрида. В многочисленных симфонических программах Павермана участвовали в качестве солистов ведущие концертирующие артисты тех лет: Роза Уманская, Генрих Нейгауз, Эмиль Гилельс, Давид Ойстрах, Яков Флиер, Павел Серебряков, Эгон Петри, Лев Оборин, Григорий Гинзбург. Выступали с оркестром и юные музыканты, ученики Генриха Нейгауза — Семён Бендицкий, Берта Маранц, юный дирижёр Маргарита Хейфец.
С началом Великой Отечественной войны работа оркестра прервалась на полтора года, возобновившись 16 октября 1942 года концертом с участием Давида Ойстраха в качестве солиста.
После войны с оркестром выступали Нейгауз, Гилельс, Ойстрах, Флиер, Мария Юдина, Вера Дулова, Михаил Фихтенгольц, Станислав Кнушевицкий, Наум Шварц, Курт Зандерлинг, Натан Рахлин, Кирилл Кондрашин, Яков Зак, Мстислав Ростропович, Алексей Скавронский, Дмитрий Башкиров, Наталья Гутман, Лев Мирчин, Наталья Шаховская, Виктор Третьяков, Григорий Соколов.
В 1990 году Свердловский государственный оркестр был переименован в Уральский филармонический оркестр, а в марте 1995 года получил звание «академический».
В настоящее время оркестр интенсивно гастролирует в России и за рубежом. В 1990-е—2000-е с оркестром выступали в качестве солистов такие выдающиеся музыканты, как пианисты Борис Березовский, Фредерик Кемпф, Валерий Гроховский, Николай Луганский, Алексей Любимов, Денис Мацуев, скрипач Вадим Репин, альтист Юрий Башмет. За дирижёрским пультом Уральского академического филармонического оркестра стояли видные мастера: Валерий Гергиев, Дмитрий Китаенко, Геннадий Рождественский, Андрей Борейко, Клаус Теннштедт, Василий Синайский, Евгений Колобов, Жан-Клод Казадезюс, Кшиштоф Пендерецкий, Михаил Плетнев, Владимир Федосеев, Митиёси Иноуэ, Фабио Мастранжело, Даниил Райскин, Элиаху Инбал, Уэйн Маршалл.
Дирижёр Дмитрий Лисс записал с оркестром симфонические произведения композиторов новейшего времени — Галины Уствольской, Авета Тертеряна, Сергея Беринского, Валентина Сильвестрова, Гии Канчели.

## Главные дирижёры
| - Марк Паверман (1936—1938) - Александр Фридлендер (1939—1941) - Марк Паверман (1941—1970) - Нариман Чунихин (1970—1975) | - Валентин Кожин (1975—1977) - Андрей Чистяков (1978—1988) - Андрей Борейко (1989—1991) - Дмитрий Лисс (с 1995 г.) |

## Состав оркестра
В состав оркестра входит 104 музыканта:
- Деревянные духовые (16 инструментов)
  - Флейты (3) + флейта-пикколо (1)
  - Кларнеты (2) + малый кларнет in Es (1) + бас-кларнет (1)
  - Гобои (3) + английский рожок (1)
  - Фаготы (3) + контрафагот (1)
- Медные духовые (16 инструментов)
  - Валторны (6)
  - Трубы (4)
  - Тромбоны (3) + бас-тромбон (1)
  - Туба (1)
- Ударные инструменты (5 исполнителей)
- Фортепиано (челеста, синтезатор)
- Арфа — 2
- Струнная группа (64 инструмента)
  - 1-е скрипки (17)
  - 2-е скрипки (14)
  - Альты (13)
  - Виолончели (12)
  - Контрабасы (8)

## Дискография
- 2006, июнь. Компания Mirare, зал СГАФ: 1 CD — Римский-Корсаков Н. Симфоническая сюита «Шехеразада», Увертюра «Светлый праздник». 2 CD — Чайковский П. Симфония № 6, Фантазия «Франческа да Римини». Исполнители: УАФО, дир. Д. Лисс.
- 2006, февраль. Компания Warner Classics International, зал СГАФ: 1 CD — Хачатурян А. Концерт для фортепиано с оркестром, ре-бемоль мажор. Чайковский П. Концерт для фортепиано с оркестром № 1 си-бемоль минор. 2 CD — Мясковский Н. Симфония № 6 «Революционная», Симфония № 10 с хором, фа минор. Исполнители: УАФО, дир. Лисс Д., солист Березовский Б. Екатеринбургский муниципальный хор «Доместик».
- 2005 Компания Mirare, зал «Арсенал» г. Метц: Рахманинов С. Концерты для фортепиано с оркестром № 2,3. Исполнители: УАФО, дир. Д. Лисс, солист — Березовский Б.
- Д. Мийо (2001): Концерты № 1,2 для виолончели с оркестром. Чизальпинская сюита для виолончели с оркестром. Дирижёр — Дмитрий Лисс. Солист — Марк Дробинский, виолончель. Фирма звукозаписи «Doron» (Швейцария).
- Г. Уствольская (1999). Симфонии № 1, 2, 3, 4, 5. Концерт для фортепиано с оркестром (2 CD). Дирижёр — Дмитрий Лисс. Солист — Олег Малов (фортепиано). Оркестр «Солисты Санкт-Петербурга». Фирма звукозаписи «Megadisk» (Бельгия).
- А. Тертерян (1999): Симфонии № 7, 8. Дирижёр — Дмитрий Лисс. Фирма звукозаписи «Megadisk» (Бельгия).
- Revisited concertos (1999): Концерты для виолончели с оркестром. Р. Шуман — Д. Шостакович. Концерт ор.129. К. Ф. Э. Бах — А. Рабинович. Концерт си бемоль мажор. М. Монн — А. Шенберг. Концерт соль минор. Л. Боккерини — М. Пекарский. Концерт си бемоль мажор. Дирижёр — Дмитрий Лисс. Солист — Марк Дробинский, виолончель. Фирма звукозаписи «Gallo» (Франция).
- «Apokalipsis» (1999): Авторский CD Фридриха Липса (баян) с участием Уральского академического филармонического оркестра. Дирижёр — Дмитрий Лисс. Lips CD 009.
- В. Сильвестров (1992, 1998): Симфонические произведения (2 CD): «Монодия», Симфонии № 4, 5, «Постлюдия» для фортепиано с оркестром, «Exegi monumentum». Дирижёр — Андрей Борейко. Запись (1992): фирма «C.F. Peters-M.P. Belaіеff Musikverlag» (Германия). Выпуск (1998): фирма «Megadisk» (Бельгия).
- V Международный фестиваль фортепианных дуэтов «И звещда с звездою говорит…» (1997): Записи концертов с участием УАФО (2 CD). Дирижёр — Энхе. «Студия звукозаписи П. Кондрашина», 1997.
- Д. Шостакович (1996): Концерт для виолончели с оркестром № 1. Концерт для фортепиано с оркестром № 1. Дирижёр — Сара Колдуэл. Солисты — Вильям де Роза, виолончель; Валентина Лисица, фортепиано. Фирма звукозаписи «Audiofon Records» (США).
- Р. Глиэр (1996): Музыка балетов «Медный всадник», «Запорожцы». Дирижёр — Дмитрий Лисс. Фирма звукозаписи «Russian Disk» (США).
- Уральский академический филармонический оркестр: 60 Лет (1996): Записи разных лет. По заказу компании «Special Product Division PolyGram K.K.» (Япония) тонстудией «Es Dur» (Германия) в 1995 году была осуществлена запись сочинений русской и западноевропейской классики (360 минут) в исполнении Уральского академического филармонического оркестра для использования в средствах массовой информации и выпуска компакт-дисков. Дирижёр — Дмитрий Лисс. Фирма звукозаписи «Урал» (Россия).
- Н. Скалкотас (1994): 36 греческих танцев (2 СD). Дирижёр — Вирон Фидецис. Фирма звукозаписи «Lyra» (Греция).